# Автомагістралі та швидкісні дороги Польщі

Актуальний стан мережі автомагістралей та швидкісних доріг у Польщі. Зелений колір — готові відрізки, червоний колір — відрізки які будуються.

Планована мережа автомагістралей та швидкісних доріг у Польщі.

Розвиток мережі автомагістралей та швидкісних доріг у Польщі.

Автомагістралі та швидкісні дороги (пол. Autostrady i drogi ekspresowe) Польщі є частиною національної дорожньої мережі. Статус автомагістралей і швидкісних доріг призначений для найважливіших доріг, які обслуговують інтенсивні міжрегіональні та міжнародні зв'язки. Станом на 31 липня 2021 року  в Польщі в експлуатції було 1732 кілометрів автомагістралей та 2680 кілометрів швидкісних доріг — разом 4395 кілометрів. Загальна довжина, згідно з Програмою будови автомагістралей та швидкісних доріг, повинна становити близько 8177 кілометрів. Важливим чинником прискорення будови в останні роки є дотації Європейського Союзу за механізмами структурних фондів та фонду гуртування (в бюджеті 2007-2013 років ЄС призначив на дотації на будову доріг у Польщі близько 10 млрд. євро).
Максимальна дозволена швидкість для легкових автомобілів становить на автострадах 140 км/год, на швидкісних дорогах з двома проїзними частинами — 120 км/год.

## Визначення та позначення
Визначення автомагістралі (пол. autostrada) та швидкісної дороги (пол. droga ekspresowa) дають Правила вуличного руху, Art. 2.
  Автомагістралі позначаються літерою A та номером, наприклад, A1.
  Швидкісні дороги позначаються літерою S та номером, наприклад, S3.

## Список доріг

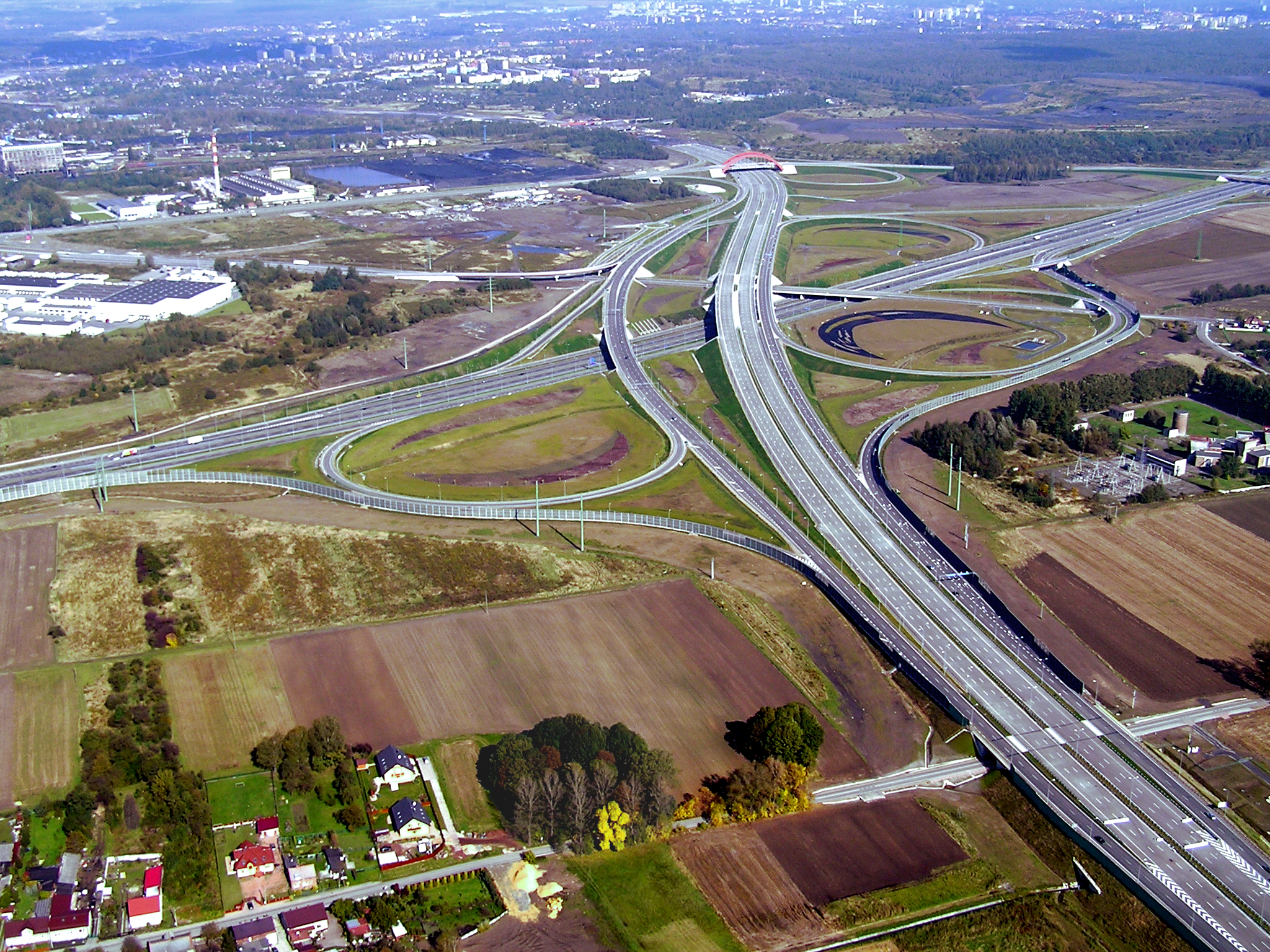
Найбільший автомагістральний вузол Європи: Gliwice-Sośnica, автомагістралі A1 та A4, дорога номер 44

Згідно з Програмою будови автомагістралей та швидкісних доріг у Польщі будуть три автостради які перетинають цілу країну — A1 з півночі на південь та A2 і A4 зі сходу на захід. Ще три автомагістралі — А6, А8 і А18 — значно коротші. Будується та планується також біля двох десятків швидкісних доріг різної довжини.
Динаміка будови доріг станом на 31 березня 2016 року: 
| Автомагістралі         |                                                                               |                 |                                                         |                   |                                            |                                           |                                                   |
| Позначення             | Кінцеві пункти                                                                | Планова довжина | Готові відрізки                                         | Готові відрізки   | Будується                                  | Тендер                                    | Відрізки з екологічним дозволом                   |
| A1                     | Гданськ (S6) – Ґожички (Ґміна Ґожице, кордон CZ)                              | 568 км          | 404,5 км                                                | 71,2%             | 96,9 км                                    |                                           | 69,2 км                                           |
| A2                     | Свецко (Ґміна Слубіце, кордон DE) – Кукурики (Ґміна Тереспіль, кордон BY)     | 657 км          | 486,7 км                                                | 74%               |                                            | 14,6 км                                   | 133 км                                            |
| A4                     | Єндриховіце (Ґміна Згожелець, кордон DE) – Корчова (кордон UA)                | 672,8 км        | 672,8 км                                                | 100%              | 0 км                                       |                                           |                                                   |
| A6                     | Колбасково (Ґміна Колбасково, кордон DE) – Жесьніца (Голеньовський повіт, S3) | 29 км           | 25,5 км                                                 | 87,9%             |                                            | 3,5 км                                    |                                                   |
| A8                     | Беляни Вроцлавські (Ґміна Кобежице, S8) – Вроцлав (S8)                        | 22,3 км         | 22,3 км                                                 | 100%              |                                            |                                           |                                                   |
| A18                    | Ольшина (Ґміна Тшебель, кордон DE) – Кшижова (Ґміна Ґромадка, A4)             | 78 км           | 7 км; (+ 71,5 км неознакована північна проїзна частина) | 8,97%; (+ 45,16%) |                                            |                                           | 71,5 км (південна проїзна частина)                |
| Автомагістралі разом   | Автомагістралі разом                                                          | 2027,2 км       | 1577,7 км(+ 71,5 км неознакована проїзна частина)       | 79%               | 136,5 км                                   | 18,1 км                                   | 202,2 км (+ 71,5 км неознакована проїзна частина) |
| Швидкісні дороги       |                                                                               |                 |                                                         |                   |                                            |                                           |                                                   |
| Позначення             | Кінцеві пункти                                                                | Планова довжина | Готові відрізки                                         | Готові відрізки   | Будується                                  | Тендер                                    | Відрізки з екологічним дозволом                   |
| S1                     | Пижовіце (Ґміна Ожаровіце, A1) – Цешин (кордон CZ)                            | 142 км          | 75,2 км + 9,7 км одна проїзна частина                   | 56,3%             |                                            | 9,5 км одна проїзна частина               | 6,5 км                                            |
| S2                     | Конотопа (Ґміна Ожарув-Мазовецький, A2) – Нови Конік (Ґміна Галінув, A2)      | 34,1 км         | 15,5 км                                                 | 45,6%             | 18,6 км                                    |                                           |                                                   |
| S3                     | Свиноустя – Любавка (кордон CZ)                                               | 480,7 км        | 219,1 км + 77,6 км одна проїзна частина                 | 43,8%             | 117,2 км + 62,1 км одна проїзна частина    | 27,9                                      | 31,4 км                                           |
| S5                     | Оструда (A1) – Вроцлав (A8)                                                   | 367,7 км        | 130 км                                                  | 35,3%             | 210 км                                     | 63,3 км                                   |                                                   |
| S6                     | Ґоленюв (S3) – Гданськ (A1)                                                   | 330 км *        | 69,6 км + 15 км одна проїзна частина                    | 23,4%             | 112,6 км                                   | 174,1 км + 9,5 км одна проїзна частина    | 106,1 км                                          |
| S7                     | Гданськ (A1) – Рабка-Здруй (Дорога 7)                                         | 720 км *        | 263,6 км + 2,6 км одна проїзна частина                  | 36,8%             | 200,4 км                                   | 176 км                                    |                                                   |
| S8                     | Вроцлав (Дорога 8) – Білосток (S19)                                           | 564,9 км        | 417,6 км                                                | 73,9%             | 123,3 км                                   |                                           | 41,8 км                                           |
| S10                    | Щецин (A6) – Плонськ (S7)                                                     | 460 км          | 33,8 км + 19,1 км одна проїзна частина                  | 11,5%             | 17,8 км                                    | 8,8 км одна проїзна частина               | 10,6 км                                           |
| S11                    | Кошалін (S6) – Пижовіце (Ґміна Ожаровіце, A1)                                 | 550 км *        | 73,5 км                                                 | 13,4%             | 39,3 км                                    | 7 км                                      | 125,2 км                                          |
| S12                    | Пйотркув-Трибунальський (A1) – Дорогуськ (кордон UA)                          | 315 км *        | 75,1 км + 8,6 км одна проїзна частина                   | 25,2%             | 11,8 км                                    |                                           | 140,4 км                                          |
| S14                    | Західна об'їзна Лодзі (A2 – S8)                                               | 40,9 км         | 13,7 км                                                 | 34,2%             |                                            | 27,2 км                                   |                                                   |
| S16                    | Ельблонг(S7) - Гжехоткі (гміна Бранево, кордон BY)                            | 150 км          | 8,2 км                                                  | 11,6%             |                                            |                                           |                                                   |
| S17                    | Варшава (S8) – Гребенне (Гміна Любича-Королівська, кордон UA)                 | 310 км *        | 86,2 км + 2 км одна проїзна частина                     | 28,45%            | 97,7 км                                    | 15,2 км                                   |                                                   |
| S19                    | Кузьниця (кордон BY) – Барвінек (Гміна Дукля, кордон SK)                      | 570 км *        | 26,5 км + 18,3 км одна проїзна частина                  | 6,3%              | 28,6 км                                    |                                           | 211 км                                            |
| S22                    | Ельблонг (S7) – Ґжехоткі (Ґміна Бранево, кордон RU)                           | 50,6 км         | 50,6 км одна проїзна частина                            | 100%              |                                            |                                           |                                                   |
| S51                    | Ольштин – Ольштинек (S7)                                                      | 34 км           | 6,0 км                                                  | 17,6%             | 28 км                                      |                                           |                                                   |
| S61                    | Острув-Мазовецька (S8) – Будзисько (Ґміна Шиплішкі, кордон LT)                | 235,5 км *      | 12,7 км + 14,5 км одна проїзна частина                  | 8,5%              | 12,8 км                                    |                                           | 195,8 км + 14,5 км одна проїзна частина           |
| S69                    | Бельсько-Бяла (S1) – Звардонь (Ґміна Райча, кордон SK)                        | 54,5 км         | 28,9 км + 17,1 км одна проїзна частина                  | 82,4%             |                                            |                                           | 8,5 км                                            |
| S74                    | Сулеюв (S12) – Нисько (S19)                                                   | 215 км *        | 6,8 км                                                  | 3,16%             |                                            |                                           | 51,5 км                                           |
| S79                    | Варшава-Аеропорт (S2) – Варшава-Маринарська                                   | 7,5 км          | 7,5 км                                                  | 100%              |                                            |                                           |                                                   |
| S86                    | Сосновець - Катовиці                                                          | 8,6 км          | 8,6 км                                                  | 100%              |                                            |                                           |                                                   |
| Швидкісні дороги разом | Швидкісні дороги разом                                                        | 5640,5 км       | 1571,3 км (+ 253,5 км одна проїзна частина)             | 30%               | 1017,8 км (+ 62,1 км одна проїзна частина) | 490,7 км (+ 27,8 км одна проїзна частина) | 928,8 км (+ 14,5 км одна проїзна частина)         |

## Обмеження
Максимальна швидкість для різних категорій транспортних засобів:
| Максимальна швидкість (км/год) | Максимальна швидкість (км/год) | Максимальна швидкість (км/год)               | Максимальна швидкість (км/год)              |
| Тип автомобіля | Автомагістраль                 | Швидкісна дорога з двома проїзними частинами | Швидкісна дорога з однією проїзною частиною |
| --- | ------------------------------ | -------------------------------------------- | ------------------------------------------- |
| - легковий автомобіль - мотоцикл - вантажний автомобіль до 3,5 тонн | 140                            | 120                                          | 100                                         |
| - автобус, який задовільняє додаткові технічні умови | 100                            | 100                                          | 100                                         |
| - легковий автомобіль з причепом - мотоцикл з причепом - вантажний автомобіль з причепом до 3,5 тонн - вантажний автомобіль понад 3,5 тонн (також з причепом) - транспортний засіб, що перевозить небезпечні матеріали і т. д. - автобус (також з причепом) | 80                             | 80                                           | 80                                          |
| - автомобіль з пристроєм, що виступає вперед (більше 1,5 метра від сидіння) | 60                             | 60                                           | 60                                          |
| - мотоцикл (також з причепом), який везе дитину віком до 7 років | 40                             | 40                                           | 40                                          |

На автомагістралі та швидкісній дорозі заборонені:
- розворот,
- зупинка та стоянка (за винятком спеціально виділених місць),
- рух заднім ходом.

Окрім цього, на автомагістралі заборонене буксирування.